# Javi Puado
Javier ("Javi") Puado Díaz (Barcelona, 25 mei 1998) is een Spaans voetballer die doorgaans speelt als linksbuiten. In augustus 2018 debuteerde hij voor Espanyol. Puado maakte in 2021 zijn debuut in het Spaans voetbalelftal.

## Clubcarrière
Puado speelde in de jeugdopleiding van Barcelona en in 2013 verkaste hij naar Cornellà. Een jaar later werd Espanyol zijn nieuwe club. Bij die club doorliep hij de jeugdopleiding. Een groot gedeelte van het seizoen 2016/17 moest de vleugelspeler missen door een zware blessure. Nadat hij was teruggekeerd van zijn blessure, tekende hij een nieuwe verbintenis bij Espanyol tot medio 2022. Zijn debuut in het eerste elftal maakte Puado op 18 augustus 2018, toen met 1–1 gelijkgespeeld werd tegen Celta de Vigo. Mario Hermoso opende de score namens Espanyol en een eigen doelpunt van David López zorgde voor de gelijke stand. Puado begon op de bank en hij mocht van coach Rubi negen minuten voor tijd invallen voor Pablo Piatti.
In november 2019 werd Puado voor de rest van het seizoen verhuurd aan Real Zaragoza. Tijdens zijn verhuurperiode was Espanyol gedegradeerd, maar na zijn terugkeer hielp hij als basisspeler weer mee aan een directe promotie. In juli 2021 werd het contract van Puado opengebroken en verlengd tot en met het seizoen 2024/25. Aan het einde van de jaargang 2022/23 degradeerde Espanyol opnieuw naar de Segunda División, om binnen een jaar terug te keren. Zijn contract verliep in de zomer van 2025 maar daarna werd er toch een verlenging overeengekomen voor vijf seizoenen.

## Clubstatistieken
| Seizoen | Club            | Competitie       | Competitie | Competitie | Beker | Beker | Internationaal | Internationaal | Totaal | Totaal |
| Seizoen | Club            | Competitie       | Wed.       | Dlp.       | Wed.  | Dlp.  | Wed.           | Dlp.           | Wed.   | Dlp.   |
| ------- | --------------- | ---------------- | ---------- | ---------- | ----- | ----- | -------------- | -------------- | ------ | ------ |
| 2018/19 | Espanyol        | Primera División | 15         | 0          | 6     | 1     | —              | —              | 21     | 1      |
| 2019/20 | Espanyol        | Primera División | 0          | 0          | 0     | 0     | 3              | 0              | 3      | 0      |
| 2019/20 | → Real Zaragoza | Segunda División | 21         | 4          | 1     | 1     | —              | —              | 22     | 5      |
| 2020/21 | Espanyol        | Segunda División | 37         | 12         | 2     | 1     | —              | —              | 39     | 13     |
| 2021/22 | Espanyol        | Primera División | 30         | 4          | 3     | 1     | —              | —              | 33     | 5      |
| 2022/23 | Espanyol        | Primera División | 37         | 7          | 4     | 2     | —              | —              | 41     | 9      |
| 2023/24 | Espanyol        | Segunda División | 38         | 16         | 2     | 1     | —              | —              | 40     | 17     |
| 2024/25 | Espanyol        | Primera División | 35         | 12         | 0     | 0     | —              | —              | 35     | 12     |
| Totaal  | Totaal          | Totaal           | 213        | 55         | 18    | 7     | 3              | 0              | 234    | 62     |

Bijgewerkt op 8 juli 2025.

## Interlandcarrière
Puado maakte zijn debuut in het Spaans voetbalelftal op 8 juni 2021, toen met 4–0 gewonnen werd van Litouwen. Door een positieve coronatest van Sergio Busquets werd een heel team van beloften opgeroepen voor de nationale ploeg. Na doelpunten van mededebutanten Hugo Guillamón (Valencia), Brahim Díaz (AC Milan) en Juan Miranda (Real Betis) zorgde Puado, die van bondscoach Luis de la Fuente (die eveneens eenmalig bondscoach Luis Enrique verving) mocht invallen voor mededebutant Martín Zubimendi (Real Sociedad), voor het vierde doelpunt. De andere Spaanse debutanten dit duel waren Álvaro Fernández (SD Huesca), Josep Martínez (RB Leipzig), Marc Cucurella (Getafe), Óscar Mingueza (FC Barcelona), Óscar Gil (Espanyol), Alejandro Pozo (Eibar), Manu García (Sporting Gijón), Antonio Blanco (Real Madrid), Abel Ruiz (SC Braga), Gonzalo Villar (AS Roma) en Fran Beltrán (Celta de Vigo).
| Interlands van Javi Puado voor Spanje | Interlands van Javi Puado voor Spanje | Interlands van Javi Puado voor Spanje | Interlands van Javi Puado voor Spanje | Interlands van Javi Puado voor Spanje | Interlands van Javi Puado voor Spanje | Interlands van Javi Puado voor Spanje |
| №                                     | Datum                                 | Wedstrijd                             | Uitslag                               | Competitie                            | Goals                                 |                                       |
| Als speler bij Espanyol               | Als speler bij Espanyol               | Als speler bij Espanyol               | Als speler bij Espanyol               | Als speler bij Espanyol               | Als speler bij Espanyol               | Als speler bij Espanyol               |
| ------------------------------------- | ------------------------------------- | ------------------------------------- | ------------------------------------- | ------------------------------------- | ------------------------------------- | ------------------------------------- |
| 1                                     | 8 juni 2021                           | Spanje – Litouwen                     | 4 – 0                                 | Vriendschappelijk                     | 73'                                   |                                       |

Bijgewerkt op 8 juli 2025.